# Myospila rufitarsis
Myospila rufitarsis är en tvåvingeart som beskrevs av Shinonaga 2000. Myospila rufitarsis ingår i släktet Myospila och familjen husflugor.
Artens utbredningsområde är Vietnam. Inga underarter finns listade i Catalogue of Life.